# 大和企業投資
大和企業投資株式会社（だいわきぎょうとうし、英：Daiwa Corporate Investment Co.,Ltd.）は、大和証券グループ傘下のベンチャーキャピタルである。
国内だけでなく、中国・ベトナム・台湾に拠点を持ち、アジア地域での投資活動を行っている。

## 概要
大和証券グループを母体とする、いわゆる証券系ベンチャーキャピタルである。
1982年に設立された日本インベストメント・ファイナンスが源流。2005年10月にSMBCキャピタル株式会社を吸収合併し合弁事業となったが、2010年7月の合弁解消に伴い、会社分割され現在の商号となった。
子会社として、日本及び台湾での創薬ベンチャー投資に特化したDCIパートナーズ株式会社を有する。
かつてはバイアウト投資も行っていたが、現在は行っていない。

## 沿革
- 1982年（昭和57年）8月 - 日本インベストメント・ファイナンス株式会社を設立。
- 1983年（昭和58年）
  - 4月 - 投資事業組合「NIF1号」を設立。
  - 10月 - 大和ファイナンス株式会社を設立。
- 1984年（昭和59年）1月 - 香港にNIF International（Asia）Ltd.（現・Daiwa Corporate Investment Asia Limited）を設立。
- 2000年（平成12年）4月 - 日本インベストメント・ファイナンスと大和ファイナンスが合併し、エヌ・アイ・エフ ベンチャーズ株式会社となる[3]。
- 2002年（平成14年）3月 - JASDAQ市場に株式公開[4]。
- 2005年（平成17年）10月 - エヌ・アイ・エフ ベンチャーズとSMBCキャピタルが合併し、エヌ・アイ・エフSMBCベンチャーズ株式会社となる[5]。
- 2008年（平成20年）
  - 3月 - 金融商品取引業者（第二種金融商品取引業及び投資運用業）。
  - 10月 - 大和SMBCキャピタル株式会社に商号変更。
- 2009年（平成21年）
  - 2月 - ホーチミン駐在員事務所を開設。
  - 9月 - 株式公開買付けにより非上場化（上場廃止）[6]。
- 2010年（平成22年）7月 - 合弁解消に伴う会社分割により、大和企業投資株式会社に商号変更[7]。
- 2012年（平成24年）1月 - 東北支社を開設。
- 2014年（平成26年）
  - 5月 - バイオファンド運営子会社として、DCIパートナーズ株式会社を設立。
  - 10月 - 台北駐在員事務所を開設。